# Max Parker
Max Parker (12. července 1882, Prescott, Arizona – 8. července 1964, Torrance, Kalifornie) byl americký umělecký vedoucí. Byl nominován na Oscara v kategorii Nejlepší umělecká režie za film George Washington Slept Here. Během své kariéry, mezi lety 1916 a 1947, pracoval na 86 filmech.

## Filmografie
- The Victoria Cross (1916)
- The Call of the East (1917)
- The Knickerbocker Buckaroo (1919)
- The Hoodlum (1919)
- Heart o' the Hills (1919)
- His Majesty, the American (1919)
- Pollyanna (1920)
- Suds (1920)
- They Shall Pay (1921)
- Crazy to Marry (1921)
- The Road to Yesterday (1925)
- Made for Love (1926)
- The Volga Boatman (1926)
- Silence (1926)
- Her Man o' War (1926)
- Eve's Leaves (1926)
- Sunny Side Up (1926)
- Gigolo (1926)
- Bachelor Brides (1926)
- For Alimony Only (1926)
- The Clinging Vine (1926)
- Risky Business (1926)
- Turkish Delight (1927)
- Yellow Lily (1928)
- The Hawk's Nest (1928)
- Happiness Ahead (1928)
- Synthetic Sin (1929)
- On with the Show! (1929)
- Gold Diggers of Broadway (1929)
- The Public Enemy (1931)
- Gold Dust Gertie (1931)
- Night Nurse (1931)
- Chandu the Magician (1932)
- Call Her Savage (1932)
- Too Busy to Work (1932)
- The Warrior's Husband (1933)
- Hold Me Tight (1933)
- The Devil's in Love (1933)
- The Power and the Glory (1933)
- The Worst Woman in Paris? (1933)
- I Am Suzanne (1933)
- Grand Canary (1934)
- Springtime for Henry (1934)
- The White Parade (1934)
- Helldorado (1934)
- Here's to Romance (1935)
- Redheads on Parade (1935)
- The Gay Deception (1935)
- Colleen (1936)
- Sons o' Guns (1936)
- Satan Met a Lady (1936)
- China Clipper (1936)
- Give Me Your Heart (1936)
- Gold Diggers of 1937 (1936)
- Green Light (1937)
- Marked Woman (1937)
- Over the Goal (1937)
- Mountain Justice (1937)
- The Singing Marine (1937)
- Marry the Girl (1937)
- That Certain Woman (1937)
- Love Is on the Air (1937)
- West of Shanghai (1937)
- The Adventurous Blonde (1937)
- First Lady (1937)
- Sh! The Octopus (1937)
- The Kid Comes Back (1938)
- A Slight Case of Murder (1938)
- Women Are Like That (1938)
- Men Are Such Fools (1938)
- My Bill (1938)
- Four's a Crowd (1938)
- Brother Rat (1938)
- Torchy Runs for Mayor (1939)
- Naughty but Nice (1939)
- Each Dawn I Die (1939)
- Devil's Island (1939)
- The Adventures of Jane Arden (1939)
- The Roaring Twenties (1939)
- Invisible Stripes (1939)
- It All Came True (1940)
- Brother Orchid (1940)
- My Love Came Back (1940)
- Lady with Red Hair (1940)
- Honeymoon for Three (1941)
- Footsteps in the Dark (1941)
- Thieves Fall Out (1941)
- Manpower (1941)
- Blues in the Night (1941)
- All Through the Night (1942)
- Wings for the Eagle (1942)
- George Washington Slept Here (1942)
- The Hard Way (1943)
- Princess O'Rourke (1943)
- Arsenic and Old Lace (1944)
- Here Come the Co-Eds (1945)
- Pride of the Marines (1945)
- Nobody Lives Forever (1946)
- Cloak and Dagger (1946)
- The Big Sleep (1946)
- Of Human Bondage (1946)
- Three Strangers (1946)
- Deep Valley (1947)
- Secret Beyond the Door (1947)